# 氟西汀
氟西汀（INN：fluoxetine），商品名百憂解（Prozac)，是一种选择性5-羟色胺再摄取抑制剂（SSRI）类抗抑郁药。在臨床上用於治療成人重性抑郁障碍、强迫症、神經性暴食症、社交恐懼症，還用於治療具有或不具有特定場所畏懼症（世界衛生組織（WHO）稱广场恐怖症）的驚恐症。
此药或可降低超过65岁人群的自杀风险。給藥途徑為口服給藥。
氟西汀的常见副作用有睡眠不安、食欲减退、口干、皮疹、怪梦。较为严重的副作用有血清素综合症、躁狂、癫痫、出血风险增加，以及导致儿童、青年、青壮年、少于65岁者自殺风险增加。突然停药可能会引发SSRI戒断综合症（參見抗憂鬱藥停藥症候群），导致焦虑、头晕、感官变化、產生自殺念頭。此药于個體在孕期期間使用會影響胎兒發展。如果個體之前已在使用此药，在母乳餵養期间應停止使用。此药作用机理尚未完全阐明，一般认为可能和脑中血清素活动增加有关。
氟西汀由礼来公司于1972年发现，1986年投入医疗用途。此药属世界卫生组织基本药物，为基本卫生系统所需的最重要药品之一。目前也有其通用名药物在市場中販售。截至2014年，批发价格约为每日剂量0.01到0.04美元。而在美国每日花费约为0.85美元。
儘管現在已有不少較新的藥物，氟西汀在臨床應用中依然十分常用。在2010年，美國醫療機構總共開出超過2,440萬次氟西汀的處方箋，此时氟西汀已是美國市場上第三常用抗憂鬱藥物（位於舍曲林和西酞普兰之後）。
禮來公司亦推出將氟西汀與奧氮平以固定劑量混合的複方藥，名為奧氮平/氟西汀（商品名稱：Symbyax）。此藥物分別於2003年及2009年獲得美國食品藥物管理局（FDA）的核准，前一次核准用於治療第一型雙相障礙的憂鬱發作，後一次核准則用於治療頑固型憂鬱症。

## 醫療用途

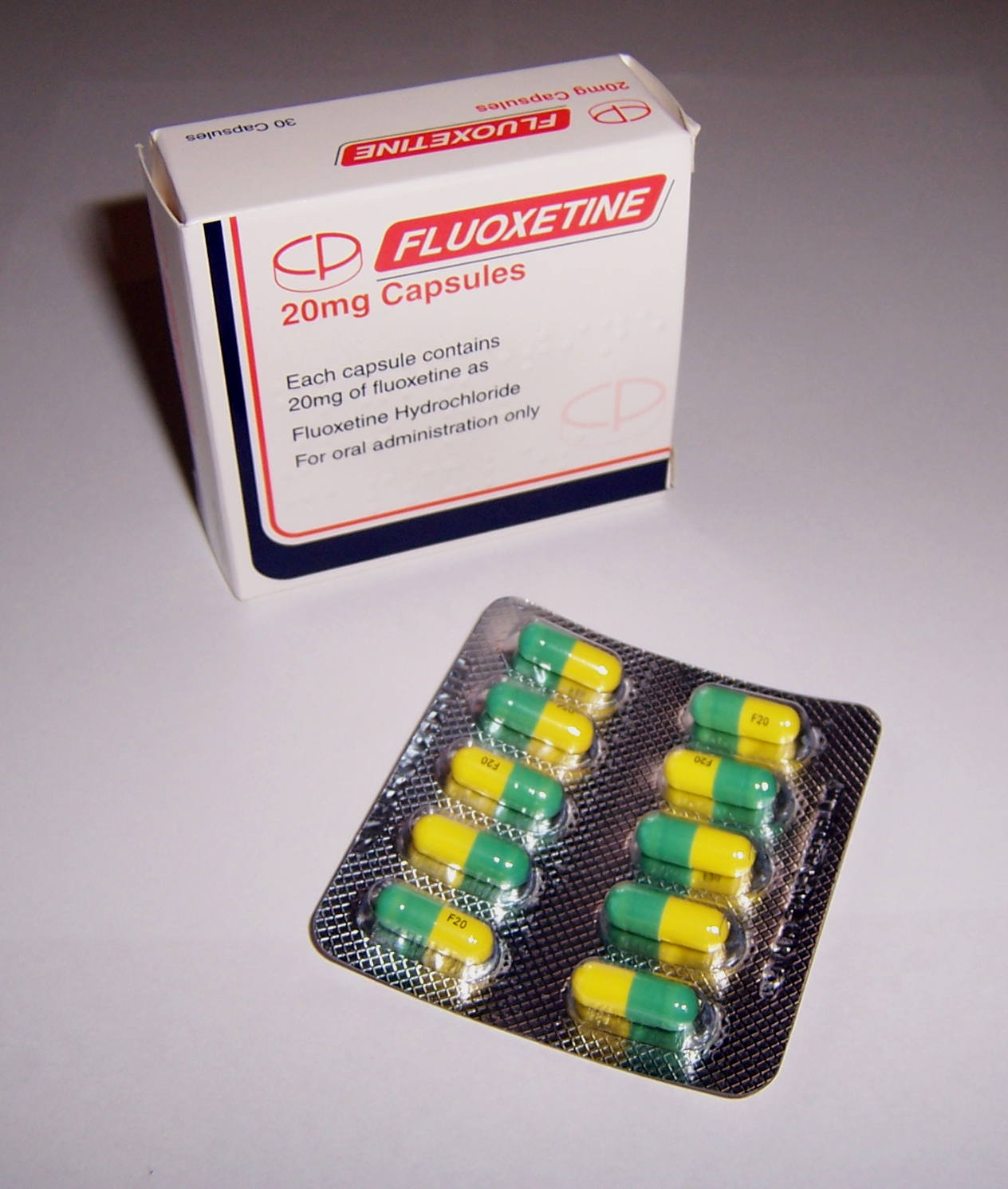
氟西汀泡殼包裝的20毫克膠囊劑。

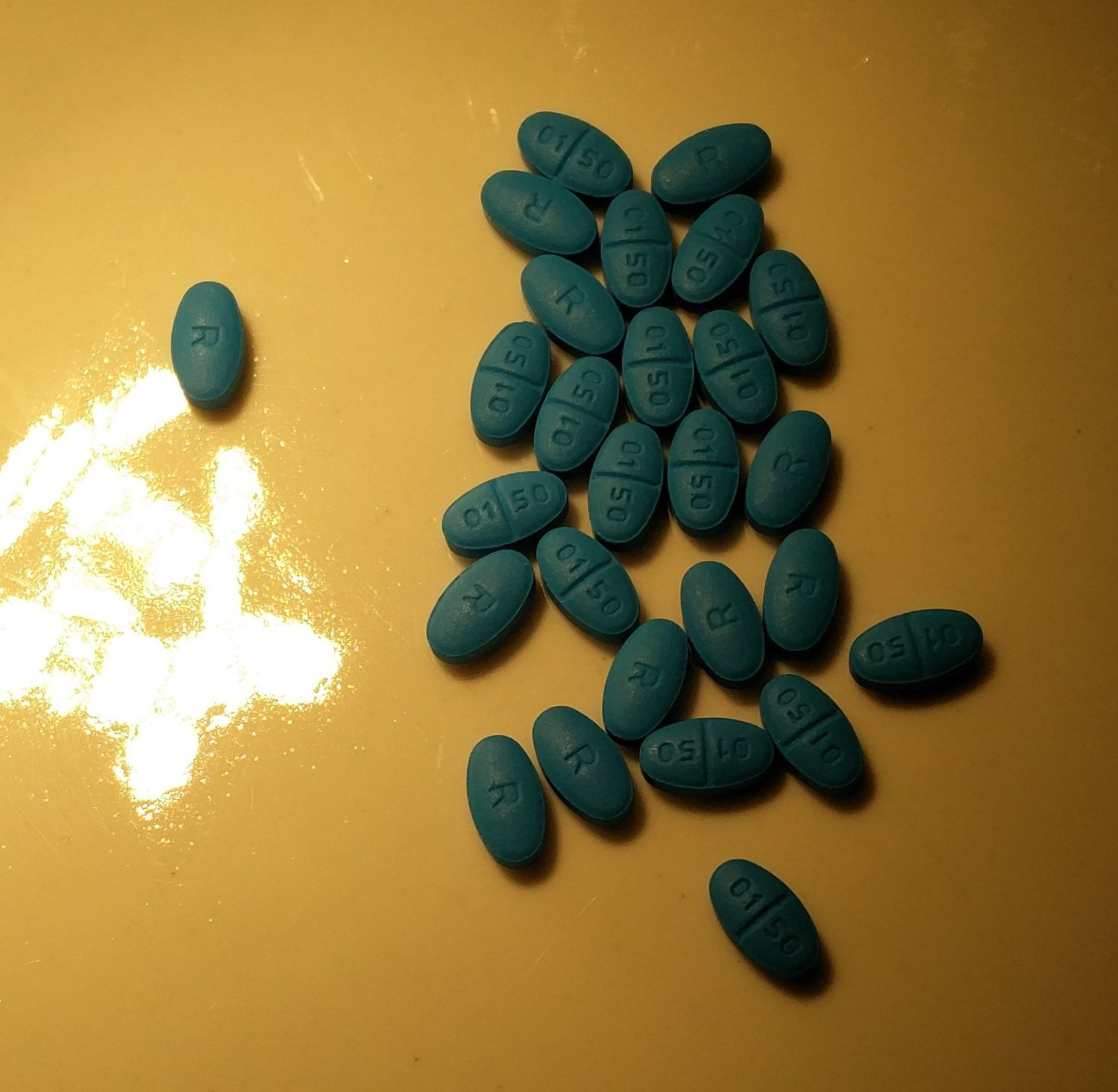
氟西汀10毫克片劑（或稱錠劑）。

氟西汀廣泛應用於治療嚴重憂鬱疾患、強迫症（OCD）、創傷後壓力症（PTSD）、心因性暴食症、恐慌症、經前焦慮症及拔毛癖等。此外，它也被用於治療猝倒症、肥胖症、酒精依賴以及嗜食症。然而，研究顯示氟西汀對於社交焦慮症似乎沒有療效。雖然研究不支持其對自閉症兒童有益，但初步證據顯示它可能對成人自閉症患者有所幫助。初步研究亦指出，早期合併使用氟西汀與氟伏沙明，可能具有降低COVID-19嚴重程度的潛力。

### 憂鬱症
氟西汀已被核准用於治療兒童及成人的嚴重憂鬱疾患。雖然氟西汀的療效可能不如其他抗憂鬱藥物，但人體對其有較佳的耐受性。

### 強迫症
氟西汀已被證實能有效治療成人強迫症（OCD）。同樣地，它對於兒童及青少年強迫症也具療效。

### 恐慌症
兩項為期12週、隨機分配、多中心的三期臨床試驗證實氟西汀在治療恐慌症方面的療效，這些試驗招募有被診斷患有恐慌症（無論是否伴有特定場所畏懼症）的患者。在第一項試驗中，研究結束時，氟西汀治療組有42%的受試者不再出現恐慌發作，而接受安慰劑組的比例為28%。在第二項試驗中，研究結束時，氟西汀治療組有62%的患者不再發作恐慌，而安慰劑組的比例為44%。

### 心因性暴食症
於2011年進行的一項系統性回顧，探討7項將氟西汀與安慰劑用於治療心因性暴食症的試驗，其中6項發現氟西汀在統計學上顯著減少嘔吐和暴飲暴食等症狀。

### 經前焦慮症
氟西汀可用於治療經前焦慮症，這是一種女性在月經黃體期可能會出現情緒和身體症狀的疾病。每日服用20毫克氟西汀能有效治療經前焦慮症 ，但每日10毫克的劑量也已證實能有效緩解此病症的症狀，並被臨床醫師處方使用。

### 衝動性攻擊行為
氟西汀被認為是治療低強度衝動性攻擊行為的首選藥物。氟西汀能減少間歇性暴怒症和邊緣型人格障礙患者的低強度攻擊行為。此外，氟西汀也能減少有家庭暴力史酗酒者的施暴行為。

### 肥胖與過重成人
於2019年進行的一項系統性回顧，比較使用不同劑量（每日60毫克、40毫克、20毫克、10毫克）的氟西汀對肥胖與過重成人體重的影響。由於證據品質不佳，研究者未能得出確切的結論。

### 特殊族群
在兒童和青少年族群中，由於初步證據顯示其療效和耐受性較佳，氟西汀是抗憂鬱藥物的首選。
然而，發表於《加拿大婦產科雜誌（Journal of Obstetrics and Gynaecology Canada）》的一項針對21項研究的系統性回顧與統合分析總結指出："近期研究顯示，母親使用氟西汀與胎兒心臟畸形風險增加的相關，也出現在懷孕期間延遲使用SSRI以治療憂鬱症的婦女身上，但前述母親使用氟西汀與胎兒心臟畸形風險增加的關聯性，很可能只是一種確認偏差所導致的結果。總體而言，在懷孕初期接受氟西汀治療的婦女，其胎兒發生重大畸形的風險似乎並未增加"。

## 不良反應及副作用
根據禮來公司百憂解的使用說明書，服用氟西汀的常見不良反應有：全身或局部過敏，胃腸道功能紊亂（如噁心、嘔吐、消化不良、腹瀉、吞嚥困難等），心跳加速，厭食，頭暈、頭痛，睡眠異常，疲乏，精神狀態異常，性功能障礙，視覺異常，呼吸困難等等。 對於正在使用單胺氧化酶抑制劑（MAOI）等藥物者，應禁用氟西汀。對於肝功能不全者，氟西汀和其代謝物去甲氟西汀的生物半衰期分別增至7天和14天，因此應考慮減少用藥劑量或降低用藥頻率。
此外，亦有報導稱服用氟西汀可能增強暴力傾向。

### 性功能障礙
性功能障礙是使用氟西汀及其他SSRIs類藥物治療時常見的不良反應，包括性慾降低、勃起功能障礙、陰道分泌物不足以及無法達到性高潮。儘管早期臨床試驗認為這些問題的發生率不高，但近期的研究若主動詢問患者性方面的困擾，則發現其發生率可能超過70%。

### 藥物戒斷反應
由於氟西汀的生物半衰期較長，相較於帕羅西汀等半衰期較短的抗憂鬱藥物，患者在停用氟西汀後較不容易出現抗憂鬱藥物停用症候群 。對於半衰期較短的藥物，通常會建議逐步減少劑量，但對氟西汀則不需進行劑量遞減。此外，氟西汀有時也被推薦用於治療抗憂鬱藥物停用症候群。

### 懷孕
研究顯示，個體於懷孕期間暴露於抗憂鬱藥物（包括氟西汀）與以下風險增加有關：平均孕期縮短約3天、早產風險增加55%、新生兒出生體重降低約75克，以及阿普伽新生兒評分略微降低（不到0.4分）。此外，母親在懷孕期間服用氟西汀後所產的嬰兒，其罹患先天性心臟病的風險增加30–36%，特別是在懷孕初期使用時，嬰兒罹患室间隔缺损的風險會更高，增加幅度達38–65%。

### 自殺
FDA於2004年10月針對所有抗憂鬱藥物發佈最嚴重的黑框警告，特別提醒在兒童用藥方面的風險 In 2006, the FDA included adults aged 25 or younger.。隨後在2006年，警告範圍擴至25歲以下的年輕成人。根據兩組獨立FDA專家進行的統計分析，結果顯示兒童和青少年使用抗憂鬱藥物後，出現自殺意念和行為的風險顯著增加兩倍，此風險在18至24歲的年輕族群也增加1.5倍。值得注意的是在超過24歲的成人，其自殺意念風險略有下降，而65歲及以上的年長族群，風險則呈現顯著降低的趨勢。FDA基於24項臨床試驗的統計證據於2018年2月再次下令更新其警告標示，這些證據顯示使用抗憂鬱藥物導致自殺相關事件的風險，相較於使用安慰劑的組別，從2%上升至4%。
於2009年5月發表的一項研究報告，指出相較於心理治療組（6.3%）和合併治療組（8.4%），使用氟西汀的患者（14.7%，n=44）發生自殺相關事件的比例更高。英國英國藥監局（MHRA）的分析也顯示，與安慰劑組相比，服用氟西汀的兒童和青少年自殺相關事件的風險增加50%，但此差異未達到統計學上的顯著性。而根據MHRA的數據，氟西汀並未影響成人自殘的發生率，卻在統計學上顯著降低成人50%的自殺意念。

### QT間期延長
氟西汀可能會影響心肌細胞協調收縮所依賴的離子通道電生理活動，特別是參與心臟動作電位復極化的鉀離子電流Ito和IKs。在特定條件下，這種影響可能導致心電圖上測量的QT間期延長，該指標反映心臟每次跳動後電性恢復所需的時間。若同時服用其他會延長QT間期的藥物，或本身即有長QT綜合症體質者使用氟西汀，則可能存在發生罕見但危險的心律不整（如尖端扭轉型室性心動過速）的風險。然而，一項於2011 年進行的研究指出，氟西汀實際上並不會顯著改變QT間期，對心臟的電生理活動也沒有臨床上重要的影響。

## 過量用藥
過量服用時，最常見的不良反應包括：

| 神經系統影響 - 焦慮 - 緊張 - 失眠 - 嗜睡 - 疲憊或是 虚弱 - 震顫 - 頭暈 | 消化道問題 - 食欲不振 - 噁心 - 腹瀉 - 血管舒張 - 口感 - 視力問題 | 其他影響 - 射精異常 - 皮疹 - 出汗 - 性慾降低 |

## 藥物交互作用
禁忌症包括過去兩週內曾使用單胺氧化酶抑制劑（MAOIs），如苯乙肼和反苯環丙胺，因為可能會導致血清素症候群。對氟西汀或製劑中任何其他成分已知過敏者也應避免使用。此外，不建議與雙氟苯丁哌啶苯並咪唑酮或硫利達嗪同時使用。
正在服用非類固醇抗發炎藥（NSAIDs）、抗血小板藥、抗凝劑、ω-3脂肪酸、維生素E和大蒜補充劑的患者，在服用氟西汀或其他SSRIs時必須謹慎，因為前述述藥物的血液稀釋作用有時可能會受到增強。
一項於2022年進行的研究，就2000年至2020年間超過200萬名在服用SSRIs期間開始使用羥考酮的美國人的健康保險理賠記錄，發現服用帕羅西汀或氟西汀的患者，其羥考酮過量用藥的風險比使用其他SSRIs的患者高出23%。
由於氟西汀可能將其他高度蛋白結合的藥物從血漿中置換出來，反之亦然，因此也有可能與這些藥物發生交互作用，進而導致氟西汀或另一種藥物的血清濃度升高。

## 藥理及藥代

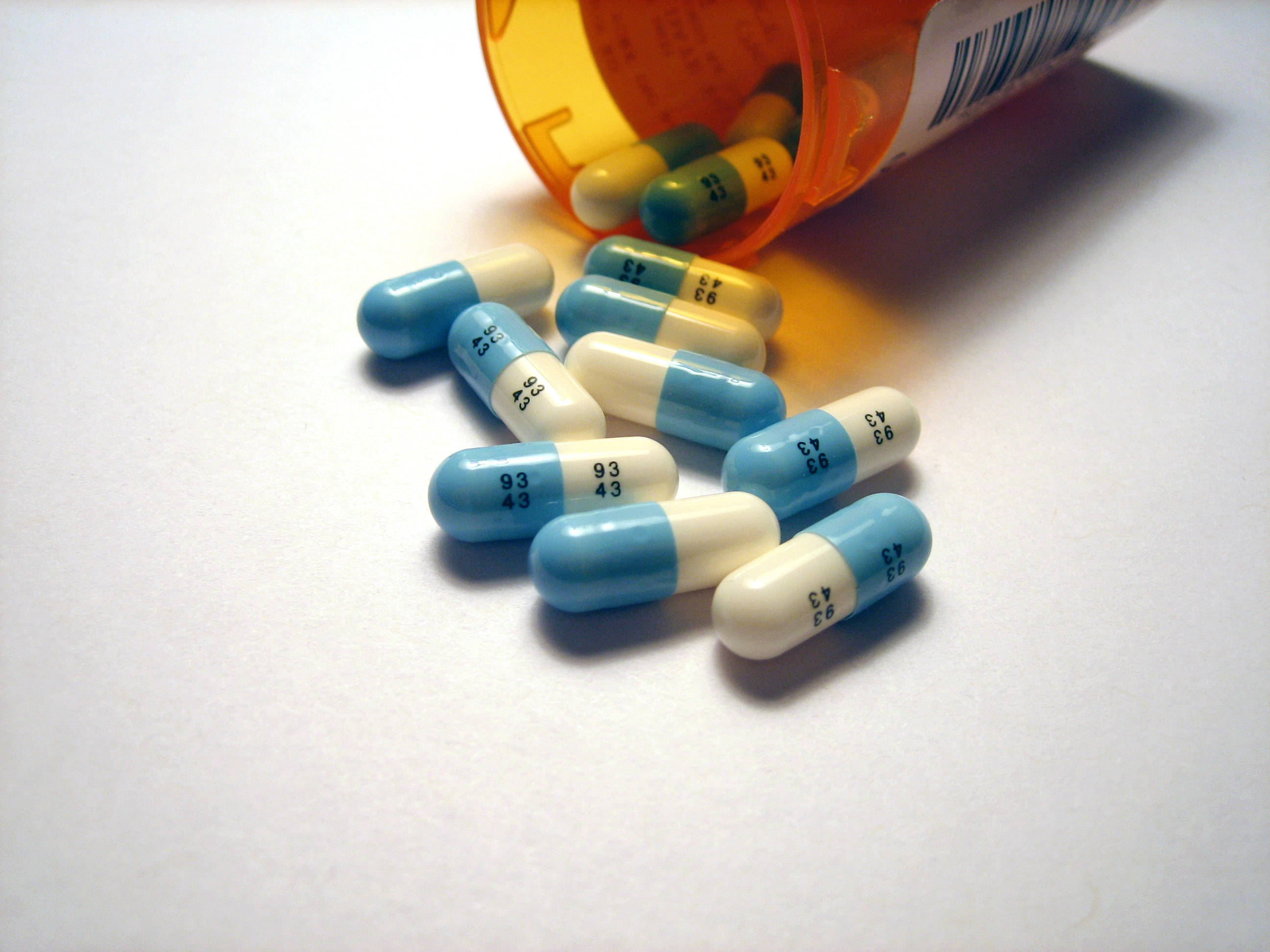
百憂解20毫克裝膠囊

氟西汀是一種選擇性血清素（5-羥色胺，5-HT）再吸收抑制劑，通過抑制神經突觸細胞對神經遞質血清素的再吸收以增加細胞外可以和突觸後受體結合的血清素水平。而對其它受體，如α-腎上腺素能、β-腎上腺素能、5-羥色胺能、多巴胺能等，氟西汀則幾乎沒有結合力。
氟西汀口服後從胃腸道吸收良好，進食不影響其生物利用度。吸收後與血漿蛋白大量結合，分佈廣泛。服藥數周後達到穩態血漿濃度。
氟西汀基本由肝臟代謝，通過去甲基化作用生成活性代謝產物甲基氟西汀（demethyl fluoxetine）。氟西汀的生物半衰期為4-6天，甲基氟西汀則為4-16天。主要經腎臟排泄。由於可分泌至母乳，所以建議向孕婦及哺乳期婦女處方要謹慎。
在多項針對憂鬱症患者進行的安慰劑和活性藥物對照臨床試驗中，以漢密頓憂鬱量表（HAM-D）作為評估工具，已經證實氟西汀對憂鬱症的療效明顯優於安慰劑。針對強迫症和神經性厭食症患者的試驗也有類似的結論。

## 已知可能後遺症
和其他选择性5-羟色胺再吸收抑制剂一样，氟西汀可能会造成性功能障碍，其机理尚不明确。氟西汀被美国国立卫生研究院环境健康科学研究所下属的人类生殖风险评估中心（CERHR）列为生殖毒素。

### 濫用可能性
根據醫學上對濫用藥物的定義，由於氟西汀不會干擾多巴胺的分泌水平，因此FDA不認為氟西汀可被濫用。不過，亦有報告指「不影響多巴胺水平」，只表示有關藥物不容易成癮，但不表示不會令人興奮。現時氟西汀的安全份量訂為約每周300-600毫克。

### 安全用量
根據禮來公司對其產品Prozac的詳細說明，藥廠根據在狗隻上的實驗結果，建議每日攝取份量不可超過80毫克，否則會引起肝代謝不良。現時在已知的接近200宗服用氟西汀致死的病例，死者均服用了數百毫克（超過20粒）份量的氟西汀。

## 歷史
根據百优解的主要發明者David Wong所述，和發現氟西汀有關的工作最早開始於Bryan Molloy和Robert Rathburn於1970年在禮來公司的合作研究。當時醫學界已知抗組胺劑苯海拉明有一定的抗憂鬱效果，因此他們從與其分子結構類似的3-Phenoxy-3-phenylpropylamine開始，合成其數十種衍生變體並在小鼠上測試其生理作用，最後得到一種後來被廣泛使用在生化實驗中的選擇性5-羥色胺再攝取抑制劑（SSRI） - 尼索西汀。
後來Wong提議對血清素、去甲腎上腺素和多巴胺的體外再吸收做重新測試，以期能得到一種僅抑制血清素再吸收的衍生變體。1972年5月，Jong-Sir Horng根據這一提議得到氟西汀 。禮來公司據此生產的抗憂鬱藥百憂解1986年在比利時首先獲准上市用於憂鬱症的治療，1987年底獲得FDA批准進入美國市場。
禮來公司對百憂解的專利於2001年8月過期，此後市場上開始出現一大批氟西汀的通用名藥物藥物。

## 社會與文化

### 開立處方趨勢
美國於2010年共開出超過2,440萬張氟西汀通用名藥物的處方箋，使其成為繼舍曲林和西酞普蘭之後，使用量排名第三大的抗憂鬱藥物。
英國於2011年開出600萬張氟西汀的處方箋。氟西汀與阿米替林兩者在1998年至2017年期間是英格蘭年齡在12至17歲青少年最常使用的抗憂鬱藥物。

### 環境影響
在水生生態系統中已可檢測出氟西汀的存在，尤其是在北美地區。目前有越來越多的研究關注氟西汀（以及其他 SSRIs）暴露對非目標水生生物物種的影響。
氟西汀會影響水產養殖的無脊椎動物和脊椎動物，並且會抑制土壤微生物，包括顯著的抗菌作用。

### 政治
在1990年美國佛羅里達州州長競選期間，有消息披露其中一位候選人勞頓·奇爾斯曾患有憂鬱症，且已恢復服用氟西汀，這導致他的政治對手質疑他是否適合擔任州長。勞頓·奇爾斯於1991-1998年期間為佛羅里達州州長。

### 美國飛機駕駛員
美國聯邦航空總署（FAA）在航空醫學檢查員授權下，自2010年月起允許氟西汀成為飛行員使用的4種抗憂鬱藥物之一。其他獲准的抗憂鬱藥物有舍曲林、西酞普蘭和艾司西酞普蘭 。截至2016年12月2日，這4種藥物仍是FAA允許飛行員使用的抗憂鬱藥物。
截至2019年1月，歐洲航空安全總署（EASA）的醫療認證僅允許飛行員使用舍曲林、西酞普蘭和艾司西酞普蘭三種抗憂鬱藥物。

## 研究
如前述（環境影響）所提及的抗菌作用，或可用於對抗農作物細菌病害及水產養殖細菌病害中的多重抗藥性問題。在一種缺乏糖皮質激素受體的斑馬魚（Danio rerio）突變種中，其探索行為有所降低，而氟西汀能使其恢復正常的探索行為。這項發現揭示在這種魚類中，糖皮質激素、氟西汀與探索行為之間的關聯性。
此外，氟西汀具有抗線蟲的作用。研究人員Choy等人於1999 年發現部分抗線蟲效果源於其能干擾特定的跨膜蛋白。

## 獸醫用途
氟西汀常用於治療犬隻的焦慮相關行為和分離焦慮症，尤其是在配合行為矯正療法時，效果更為顯著。

## 外部連結
- 维基共享资源上的相關多媒體資源：氟西汀

Template:Monoamine reuptake inhibitors